# Roquebrune-Cap-Martin

Roquebrune-Cap-Martin este o comună în departamentul Alpes-Maritimes din sud-estul Franței. În 1 ianuarie 2022 avea o populație de 12.419 de locuitori.